# Charles Gumery
Charles-Alphonse-Achille Gumery (1827-1871) és un escultor francès del qual diverses obres adornen o han adornat l'Òpera Garnier, com ara el seu grup del ball que se li havia encarregat en substitució del de Jean-Baptiste Carpeaux.
Tot i que nascut al barri de Vaugirard a París, Charles Gumery era originari del poble de Passy-lès-Paris, avui inclòs al 16è districte, on el seu pare, Nicolas, era mestre d'escola. Aquest residia aleshores al carrer de les Aigües, 11, avui desaparegut. Més tard, el fill de Charles, el pintor Adolphe Gumery, va tornar a instal·lar-se a Passy al mateix carrer, rebatejat rue Raynouard (al 43), a una casa veïna d'aquella (al 47) on també havia residit Honoré de Balzac i on avui hi ha el Musée de la maison de Balzac.
Prix de Rome d'escultura el 1850 i pensionat a la Villa Mèdici, Charles Gumery va esdevenir un dels escultors més considerats del Segon Imperi.
És inhumat al Cementiri de Montmartre on sobre l'estela de la seva sepultura hi ha el seu bust realitzat per l'escultor Jean Gautherin que va ser el seu alumne.

## Galeria

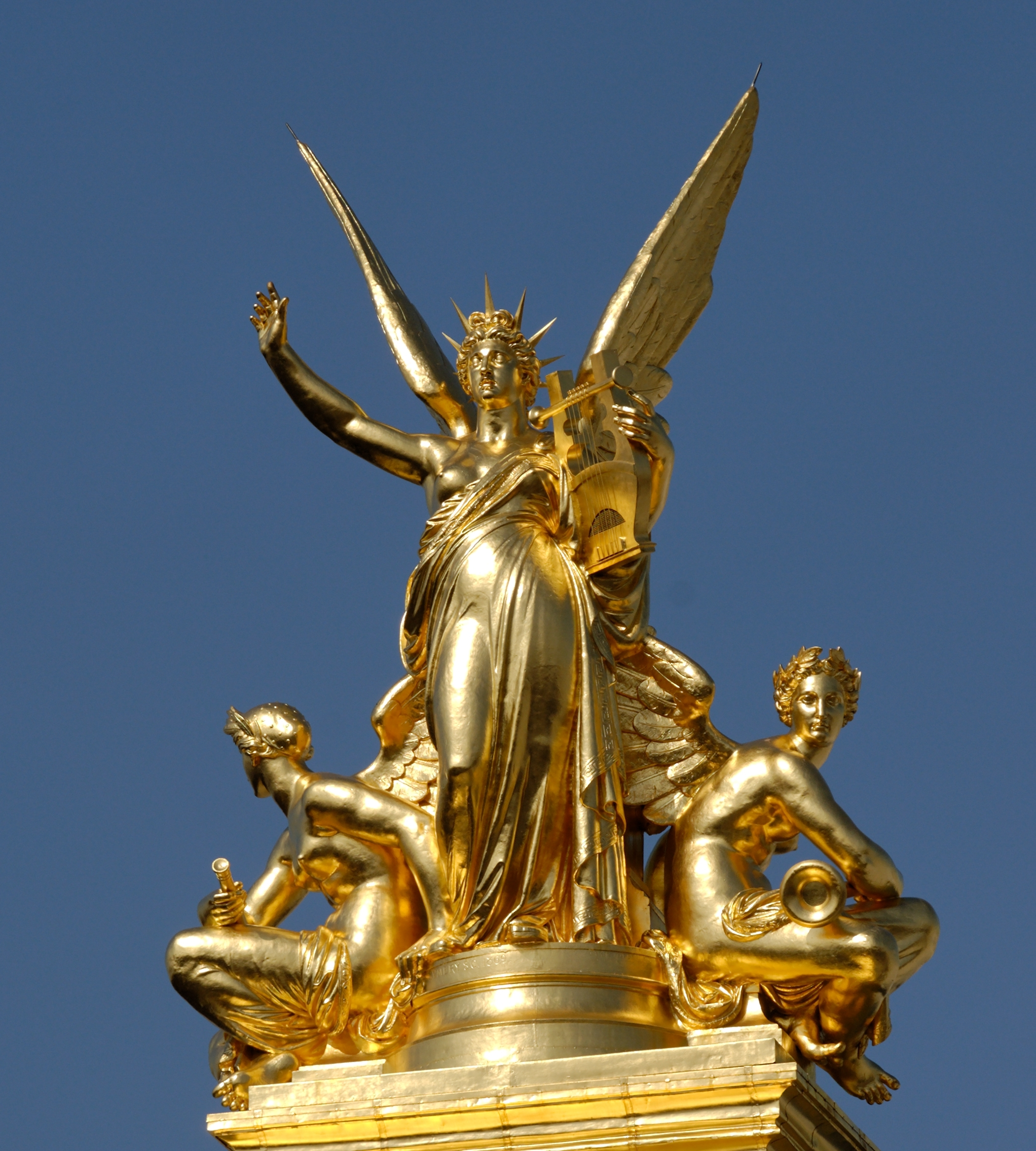
L'Harmonie, coronació esquerra de l'Opéra Garnier.
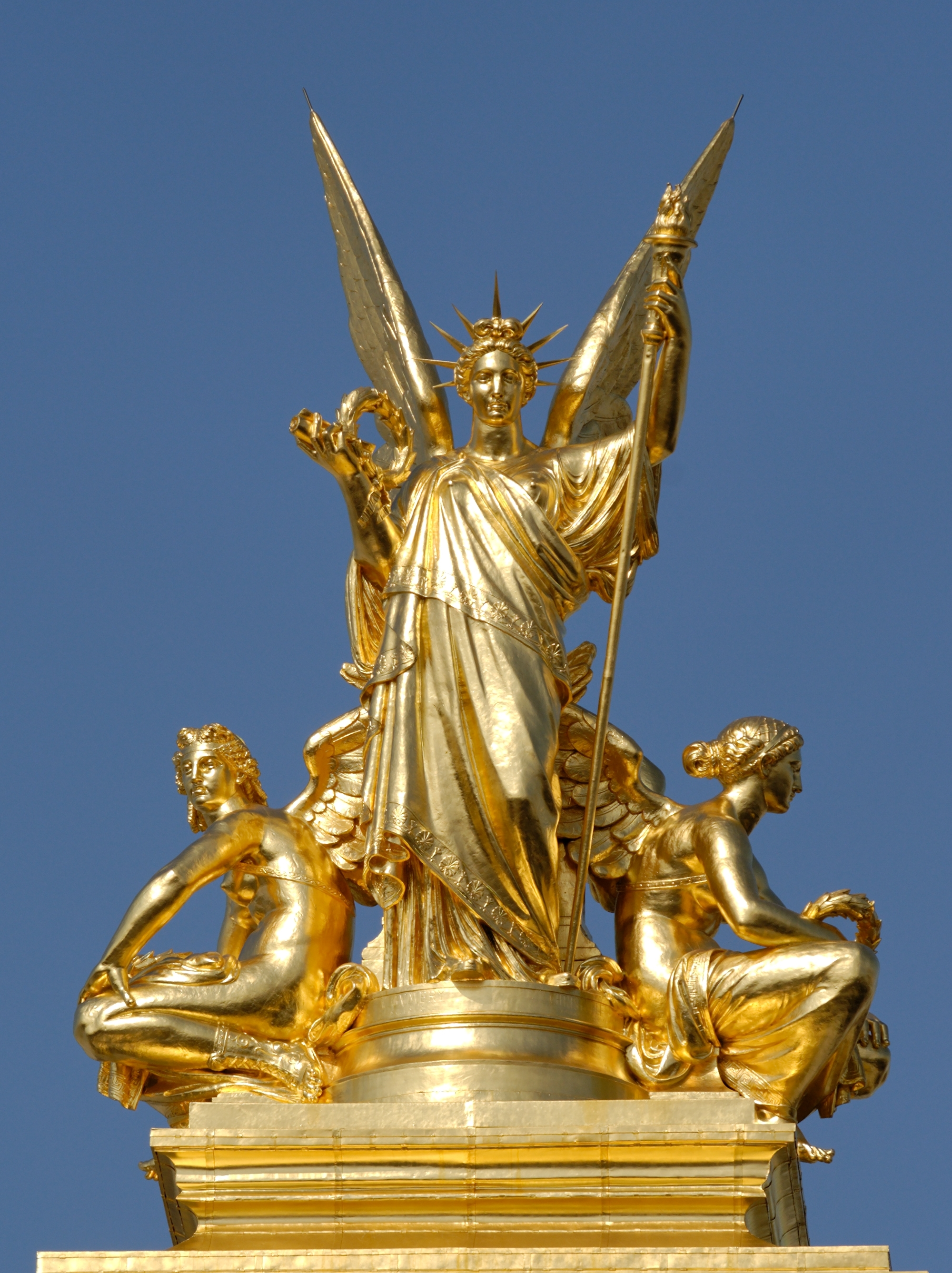
La Poésie, coronació dreta.
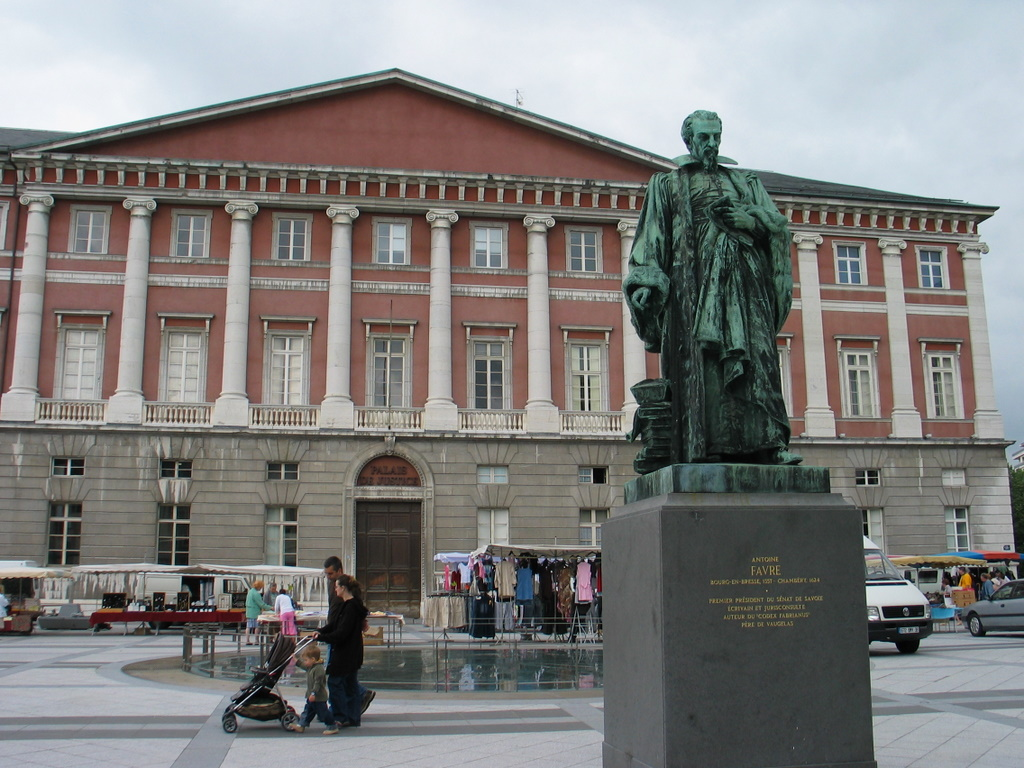
Antoine Favre, escultura central.